# Örtomta församling
Örtomta församling var en församling i Linköpings stift inom Svenska kyrkan i Linköpings kommun i Östergötlands län. Församlingen uppgick 2009 i Åkerbo församling.
Församlingskyrka var Örtomta kyrka.
Folkmängd 2006 var 618 invånare.

## Administrativ historik

Församlingsvapen

Församlingen har medeltida ursprung.
Församlingen utgjorde till 1962 ett eget pastorat. Från 1962 till 2008 var församlingen annexförsamling i pastoratet Bankekind, Askeby, Örtomta och Vårdsberg som Vårdsberg lämnade 1978. Från 2006 var församlingen annexförsamling i Åkerbo pastorat. Församlingen uppgick 2009 i Åkerbo församling.
Församlingskod var 058029.

## Kyrkoherdar
Lista över kyrkoherdar i Örtomta församling. Prästbostaden Skrafvestad låg vid Örtomta kyrka.
| Ämbetstid | Namn                        | Levnadstid | Kommentar                                         |
| --------- | --------------------------- | ---------- | ------------------------------------------------- |
| 1381      | Håkan                       | –1381      |                                                   |
| 1405      | Jon                         |            | Curatus                                           |
| 1524–1560 | Laurentius Andreæ           | –1560      | Curatus och prost.                                |
| 1561–1568 | Magnus Caroli               | –1568      |                                                   |
| 1568–1603 | Michael Svenonis            | –1603      |                                                   |
| 1604–1618 | Arvidus Petri               | –1618      |                                                   |
| 1619–1642 | Laurentius Ask              | –1656      | Senare kyrkoherde i Törnevalla församling.        |
| 1642–1653 | Petrus Argillander          | –1653      |                                                   |
| 1655–1675 | Johannes Loftander          | 1622–1675  |                                                   |
| 1677–1706 | Bothvidus Bergius           | 1644–1706  | Prost.                                            |
| 1706–1710 | Johannes Wallerius          | 1673–1720  | Prost. Senare kyrkoherde i Hällestads församling. |
| 1710–1749 | Nicolaus Aschanius          | 1674–1749  | Kontraktsprost.                                   |
| 1749–1790 | Carl Erik Hallström         | 1711–1790  | Kontraktsprost.                                   |
| 1790–1810 | Nils Aurelius               | 1760–1810  | Prost.                                            |
| 1810–1824 | Carl Jacob Schollin         | 1780–1824  |                                                   |
| 1825–1857 | Anders Gabriel Strömmenberg | 1786–1857  | Prost.                                            |
| 1858–1891 | Per Johan Björling          | 1810–1891  | Kontraktsprost.                                   |
| 1891–1896 | Fredrik Hammarsten          | 1846–1922  | Senare kyrkoherde i Stockholm.                    |
| 1896–1911 | Carl Gustaf Hasselberg      | 1859–1911  |                                                   |
| 1911–1946 | Martin Allard               | 1875–1950  |                                                   |
| 1946–     | Göran Björkman              |            |                                                   |

### Komministrar
Lista över komministrar i Örtomta församling. Tjänsten vakanssattes 13 juni 1903 och drogs in 9 maj 1916.
| Ämbetstid | Namn                        | Levnadstid | Kommentar                                              |
| --------- | --------------------------- | ---------- | ------------------------------------------------------ |
| 1590–1604 | Arvidus Petri               | –1618      | Senare kyrkoherde i församlingen.                      |
| 1663      | Leonardus Bartholdi         | –1663      |                                                        |
| 1663–1700 | Magnus Rystadius            | 1626–1700  |                                                        |
| 1701      | Jonas Slitzelius            |            | Senare regementspastor vid Östgöta kavalleriregemente. |
| 1703–1725 | Zacharias Lönbom            | 1673–1732  | Senare kyrkoherde i Klockrike församling.              |
| 1725–1752 | Henric Lidén                | 1696–1752  |                                                        |
| 1753–1763 | Eric Hjelm                  | 1699–1763  |                                                        |
| 1764–1776 | Anders Brauner              | 1726–1800  | Senare kyrkoherde i Skällviks församling.              |
| 1776–1783 | Carl Gustaf Ekmansson       | 1744–1812  | Senare kyrkoherde i Stora Åby församling.              |
| 1783–1790 | Fredric Malmgren            | 1758–1790  |                                                        |
| 1791–1804 | Claes Magnus Cnattingius    | 1757–1820  | Senare kyrkoherde i Ekebyborna församling.             |
| 1804      | Johan Daniel Rudelius       |            | Senare kyrkoherde i Västra Husby församling.           |
| 1812      | Samuel Cederquist           |            | Senare kyrkoherde i Gladhammars församling.            |
| 1822      | Olof Lunnerqvist            |            | Senare kyrkoherde i Östra Hargs församling.            |
| 1846–1858 | Per Johan Björling          | 1810–1891  | Senare kyrkoherde i församlingen.                      |
| 1858      | Johan Magnus Fredrik Ullman | 1832–1893  | Senare kyrkoherde i Röks församling.                   |
| 1865      | Anders Tollén               |            | Senare kyrkoherde i Gammalkils församling.             |
| 1870      | Per Nilsson Kallander       |            | Senare kyrkoherde i Säby församling.                   |
| 1887      | Jonas Peter Jehrlander      |            | Senare kyrkoherde i Björsäters församling.             |
| 1892–1896 | Carl Gustaf Hasselberg      | 1859–1911  | Senare kyrkoherde i församlingen.                      |
| 1897–1903 | Joel Olof Fries             |            | Senare kyrkoherde i Hovs församling.                   |

### Huspredikanter
Lista över huspredikanter på Ekenäs slott. På slottets övre våning fanns ett stort kyrkorum där även församlingens präster höll i gudstjänster.
| Ämbetstid | Namn                | Levnadstid | Kommentar                                   |
| --------- | ------------------- | ---------- | ------------------------------------------- |
| 1629–1632 | Petrus Argillander  | –1653      | Senare kyrkoherde i församlingen.           |
| 1749–1750 | Daniel Adolphsson   | 1716–1792  | Senare kyrkoherde i Risinge församling.     |
| 1750      | Olof Lindblom       | 1720–1811  | Senare kyrkoherde i Mogata församling.      |
| 1804–1805 | Gustaf Bergergren   | 1779–1817  |                                             |
| 1805–1810 | Carl Jacob Schollin | 1780–1824  | Senare kyrkoherde i församlingen.           |
| 1816–1822 | Olof Lunnerqvist    | 1793–1854  | Senare kyrkoherde i Östra Hargs församling. |

## Klockare och organister
| Ämbetstid  | Namn                        | Levnadstid | Övrigt                |
| ---------- | --------------------------- | ---------- | --------------------- |
| -1692      | Håkan Svensson              |            | Organist              |
| 1703-1709  | Öjer Ramberg                | 1666-1709  | Organist              |
| 1712-1724? | Anders Persson              |            | Organist              |
| 1710–1758  | Hans Eriksson               | 1674–      | Klockare              |
| 1771–1785  | Torsten Lackström           | 1733–1785  | Organist och klockare |
| 1785–1832  | Anders Fredric Örtegren     | 1755–1832  | Organist och klockare |
| 1832–1862  | Carl Jacob Kron             | 1812–1862  | Organist och klockare |
| 1862–1868  | Anders Peter Alfred Sjögren | 1838–1868  | Organist och klockare |
| 1869–1877  | Johan Alfred Johansson      | 1844–1877  | Organist och klockare |
| 1878–1911  | Axel Oscar Adell            | 1850–1925  | Organist och klockare |
| 1911–1935  | Per Axel Samuel Geisler     | 1881–1962  | Organist och klockare |